# Francisco Pérez Sanchez
Francisco Pérez Sanchez (ur. 22 lipca 1978 w Murcji) jest hiszpańskim kolarzem szosowym. Ściga się w barwach zawodowej drużyny Pro Tour Caisse d’Epargne.
Swoją karierę rozpoczął w barwach Porta da Ravessa. Po roku przeniósł się do Milanezy. W jej barwach w 2003 roku wygrał dwa etapy Tour de Romandie. Jednak rok później w jego organizmie wykryto EPO – niedozwolony środek i został zawieszony na 18 miesięcy. Po odbyciu przymusowego odpoczynku w ściganiu wystartował w Vuelta a España i zajął 52. miejsce. Rok później w 2006 wygrał wyścig Clasica de Almería, był również 28 w  Giro d’Italia.
Jest góralem. Mierzy 189 cm wzrostu i waży 76 kg.

## Najważniejsze zwycięstwa i sukcesy
- 2003 – wygrane dwa etapy Tour de Romandie; etap i zwycięstwo w klasyfikacji generalnej GP MR Cortez-Mitsubishi
- 2006 – zwycięstwo w Clásica de Almería, 28 w klasyfikacji generalnej Giro d’Italia